# Crooksville
Crooksville är en ort (village) i Perry County i Ohio. Vid 2010 års folkräkning hade Crooksville 2 534 invånare.